# Nishi-ku (Kumamoto)
Pour les articles homonymes, voir Nishi-ku.
Nishi (西区, Nishi-ku) est l'un des cinq arrondissements de la ville de Kumamoto au Japon. Il est situé à l'ouest de la ville.
En 2016, sa population est de 92 456 habitants pour une superficie de 89,33 km2, ce qui fait une densité de population de 1 030 hab./km2.

## Histoire
L'arrondissement a été créé en 2012 lorsque Kumamoto est devenue une ville désignée par ordonnance gouvernementale.

## Transport publics
La gare de Kumamoto se trouve dans l'arrondissement. Elle est desservie par les lignes Kyūshū Shinkansen, Kagoshima et Hōhi. Le tramway de Kumamoto dessert l'arrondissement, ainsi que la ligne Kikuchi de la compagnie privée Kumaden.